# Горобець Павло Матвійович
Павло Матвійович Горобець (28 січня 1905, Полтава — 25 жовтня 1974, Полтава) — український радянський живописець; член Асоціації художників Червоної України у 1927—1931 роках та Спілки радянських художників України з 1945 року.

## Біографія
Народився 15 [28] січня 1905 у місті Полтаві (нині Україна). Його батько, Матвій Григорович, був друкарем, а мати, Меланія Панасівна — кравчинею. 1918 року закінчив Першу полтавську гімназію. Протягом 1922—1926 років навчався у Полтавській художній студії у Григорія Цисса; у 1928—1932 роках — у Харківському художньому технікумі, був учнем Миколи Бурачека.
Протягом 1927—1936 років працював у редакціях газет «Робітник Полтавщини», «Більшовик Полтавщини»; у 1937—1939 роках викладав малювання у студії Палацу піонерів у Полтаві. Брав участь у німецько-радянській війні. Нагороджений орденом Вітчизняної війни II ступеня (31 травня 1945).
З 1946 року працював у Полтавському художньому музеї заступником директора з наукової роботи, а з 1963 по 1973 рік — його директором. Одночасно протягом 1947—1950 років викладав у художній студії при музеї. Мешкав у Полтаві в будинку на Бабичівському провулку (нині провулок Желвакова), № 8 та в будинку на площі Дзержинського, № 11. Помер у Полтаві 25 жовтня 1974 року. Похований у Полтаві на Монастирському кладовищі Полтавського Хрестоздвиженською монастиря.

## Творчість
Працював у галузі станкового живопису, графіки, художньої критики. Творчість базувалася на традиціях російського передвижництва та соцреалізму. Пейзажі виконував в імпресіоністичній манері, характерній для 1930-х років. Серед робіт:
графіка
- серії шаржів на полтавських мистців (1930—1956);
- серія фронтових малюнків «Шляхами Великої Вітчизняної» (1942—1945);
- портрети артистів Полтавського українського музично-драматичного театру імені Миколи Гоголя (1947—1950);
- рисунки і карикатури для місцевої преси;
- композиції, присвячені життю і діяльності Івана Котляревського, Панаса Мирного;

живопис
- «Інтер'єр. Зал портретів XVIII століття Полтавського художнього музею» (1922);
- «Інтер'єр Полтавського художнього музею» (1925);
- «Полтава. Перша трава» (1926);
- «Снопи на полі» (1928);
- «Теплі дні осені» (1932);
- «Осінні барви» (1934);
- «Дніпровська далечінь» (1934);
- «Вуличка старої Полтави» (1934);
- «Осики в Санжарах» (1937);
- «Хати над річкою Санжари» (1937, Харківський художній музей);
- «Літній день» (1938, Національний музей у Львові);
- «Багатий урожай» (1940, Полтавський краєзнавчий музей);
- «Береза над Волгою» (1942, Івановський обласний художній музей);
- «Вечір над річкою» (1945);
- «Квіти і фрукти» (1945);
- «Володимир Короленко за роботою над книгою „Побутове явище“» (1946, Полтавський літературно-меморіальний музей Володимира Короленка);
- «Гора Аю-Даг у Криму» (1948);
- «Осінь над Ворсклою» (1951);
- «На Ворсклі» (1952, Полтавський художній музей);
- «Котляревський-артист у ролі Степана Збитенщика» (1952, Літературно-меморіальний музей Івана Котляревського);
- «Дніпро під Києвом» (1954);
- «Зелені береги Ворскли» (1955);
- «На колгоспному току» (1955);
- «Весня прийшла» (1957, Полтавський художній музей);
- «Теплий вечір» (1958, Полтавський художній музей);
- «Над Пслом» (1958);
- «Лід пройшов» (1960, Полтавський художній музей);
- «Золотий наряд» (1960, Миколаївський художній музей);
- «Сонечко пригріває» (1960);
- «Тополі над дорогою» (1963);
- «Зимове сонечко» (1963);
- «Березовий гай» (1965);
- «Вечір у полі» (1967);
- «Замріяний Дніпро» (1970, Полтавський художній музей);
- «Полтава. Спаська церква» (1970).

Крім згаданих музеїв, картини художника зберігаються у музеях Москви, Тбілісі, Національному музеї Тараса Шевченка у Києві. У Полтавському художньому музеї зберігається 61 живописний твір художника і понад 200 графічних робіт.
У Полтавському українському музично-драматичному театрі оформив вистави:
- «Діти сонця» Максима Горького (1948);
- «Назар Стодоля» Тараса Шевченка (1949).

Писав про театральне, музичне і мистецьке життя Полтави, робив огляди виставок. Уклав:
- буклет «Твори Миколи Ярошенка у Полтавському державному художньому музеї» (Полтава, 1955);
- буклет «Полтавський художній музей. 1919—1969» (Київ, 1970);
- каталог «Виставка творів художника Григорія Івановича Цисса» (Полтава, 1956);

Опублікував статтю «Народний митець: [Про різьбяра Я. Усика]» // «Україна», 1959, № 1.
Брав участь у обласних виставках з 1926 року, республіканських — з 1927 року. Персональні виставки вібулися у Полтаві у 1946—1947, 1956, 1958 (разом з Корнієм Посполитаком), 1963, 1965, 1967, 1973 роках; Харкові у 1964 році, Києві у 1973 році. До 100-річчя від дня народження художника у 2005 році у Полтавському художньому музеї відбулася велика персональна виставка. До виставки працівники музею за сприяння видавництва «АСМІ» (директор Олексій Петренко) видали каталог. У цьому ж виданні опубліковани спогади художника.

## У мистецтві
Портрети художника створили: Дмитро Ангельський (1924, Полтавський художній музей), Марк Брукман (1928), Григорій Цисс (1930), Віталій Шаховцов (1963), Євген Путря (1985).